# جيم شاركي
جيم شاركي (بالإنجليزية: Jim Sharkey)‏ هو مدرب كرة قدم ولاعب كرة قدم بريطاني في مركز الهجوم، ولد في 2 فبراير 1934 في غلاسكو في المملكة المتحدة، وتوفي في 19 أكتوبر 2014. لعب مع بري تاون وريث روفرز وكامبريدج يونايتد ونادي أردريونيانز ونادي سلتيك ونادي كوربي تاون.